# Bernardo Segura
Bernardo Segura (San Mateo Atenco, 11 februari 1970) is een Mexicaans snelwandelaar. Hij is sinds 1994 wereldrecordhouder op de 20.000 m snelwandelen.
Op de Olympische Spelen van 1996 in Atlanta behaalde Segura met 1:20.23 een derde plaats met 16 seconden achterstand op de winnaar Jefferson Pérez uit Ecuador en 7 seconden achter Ilja Markov uit Rusland.
Na zijn overwinning op de Pan-Amerikaanse Spelen moest zijn grootste overwinning op de Olympische Spelen van 2000 in Sydney gaan komen. Hij leverde een spannend duel tegen de Pool Robert Korzeniowski en won met een kleine voorsprong. Aansluitend liep Segura met de Mexicaanse vlag een ere ronde. Na deze ereronde bracht de Mexicaanse president telefonisch zijn felicitaties over. Tijdens dit gesprek werd bekend dat hij was gediskwalificeerd wegens een onzuivere loopstijl.
Hij vernoemde zijn zoon Jefferson Daniel Segura naar de Olympisch kampioenen Daniel Plaza (1992) en Jefferson Pérez (1996). Zijn broer Jorge Segura is ook een snelwandelaar, die op het WK junioren 1994 het onderdeel 10.000 meter snelwandelen won.

## Titels
- Mexicaans kampioen 20 km snelwandelen - 1998, 2005

## Persoonlijke records
| Onderdeel             | Tijd           | Datum            | Plaats           |
| --------------------- | -------------- | ---------------- | ---------------- |
| 5.000 m snelwandelen  | 19.21,14       | Xalapa           | 29 juni 2002     |
| 10.000 m snelwandelen | 38.24,0        | Bergen           | 7 mei 1994       |
| 10 km snelwandelen    | 39.12          | Parijs           | 23 augustus 2003 |
| 20.000 m snelwandelen | 1:17.25,6 (WR) | Bergen           | 7 mei 1994       |
| 20 km snelwandelen    | 1:19.05        | Eisenhüttenstadt | 11 mei 1996      |
| 50 km snelwandelen    | 4:03.51        | Chapultepec      | 10 april 1994    |
| 1 uur snelwandelen    | 15.577 m (WR)  | Fana             | 7 mei 1994       |

## Prestaties
| Jaar | Wedstrijd                                 | Plaats          | Resultaat | Onderdeel |
| ---- | ----------------------------------------- | --------------- | --------- | --------- |
| 1993 | Universiade                               | Buffalo         | 3e        | 20 km     |
| 1994 | Goodwill Games                            | Sint-Petersburg | 1e        | 20 km     |
| 1996 | OS                                        | Atlanta         | 3e        | 20 km     |
| 1998 | Centraal-Amerikaanse en Caribische Spelen | Maracaibo       | 2e        | 20 km     |
| 1999 | Pan-Amerikaanse Spelen                    | Winnipeg        | 1e        | 20 km     |
|      | World Race Walking Cup                    | Mézidon-Canon   | 1e        | 20 km     |
| 2000 | OS                                        | Sydney          | DSQ       | 20 km     |
| 2003 | Pan-Amerikaanse Spelen                    | Santo Domingo   | 2e        | 20 km     |
| 2004 | OS                                        | Athene          | DNF       | 20 km     |